# Bérenger de Narbonne (archevêque)
Pour les articles homonymes, voir Bérenger de Narbonne.
Bérenger de Narbonne, mort le 7 avril 1162, est un prélat français du XIIe siècle, abbé de Lagrasse, puis archevêque de Narbonne.

## Biographie
Fils puîné d'Aymeri Ier vicomte de Narbonne et de Mahaut, fille de Robert Guiscard, duc des Pouilles, Bérenger est encore enfant en 1103 lorsque son père l'offre à l'abbaye de Saint-Pons-de-Thomières où il prend l'habit monastique. Sa carrière ecclésiastique prend ensuite de l'ampleur, probablement grâce à l'influence de sa famille. Il devient abbé de Lagrasse entre le 26 mai 1114 (dernière apparition de son prédécesseur, l'abbé Léon) et le 20 janvier 1117 (première mention de Bérenger avec le titre d'abbé). Par la suite, il est élu archevêque de Narbonne en 1156 et le reste jusqu'à sa mort, en 1162.
Il s'empare par la force, en 1117, du monastère de Saint-Felix de Guixols, du diocèse de Gérone. Ce coup de force engage l'évêque de Gérone à jeter l'interdit sur tous les domaines qui dépendent de l'abbaye de Lagrasse, et à porter cette affaire à Rome. L'histoire semble montrer qu'il la perd, puisque le monastère de Saint-Félix dépend encore de Lagrasse sous le pontificat de Grégoire IX.
Bérenger soumet aussi à son autorité et à celle de ses successeurs, l'abbaye de Saint-André de Sureda, du diocèse d'Elne, donnée le 13 mai 1139 par Gausfred comte de Roussillon, sa femme Trencavella et son fils Guinard.